# AMD處理器列表
本列表為超微半導體 (AMD) 推出的微處理器列表，並以代數及推出年份排序。

## AMD設計微架構

### Am2900系列（1975年）
- Am2901 4位元算術邏輯單元（1975年）
- Am2902
- Am2903 4位元算術邏輯單元〔可作硬體乘法〕
- Am2904
- Am2905
- Am2906
- Am2907
- Am2908
- Am2909
- Am2910
- Am2911
- Am2912
- Am2913
- Am2914

### 29000 (29K)（1987–1995年）
- AMD 29000 (aka 29K)（1987年）
- AMD 29027 浮點數處理器
- AMD 29030
- AMD 29050 包括內置式浮點數處理器（1990年）
- AMD 292xx 嵌入式處理器

## 非 x86 架構處理器

### 做為第二貨源 (1974)
Am9080

### 做為第二貨源 (1982)
Am29X305 (second source for Signetics 8X305)

## x86架構處理器

### 第二貨源處理器（1979–1991年）
（為英特爾之第二貨源）
- 8086
- 8088
- Am286

### Amx86 系列（1991–1995年）
- Am386（1991年）
- Am486（1993年）
- Am5x86（1995年）

### K5 系列（1995年）
- AMD K5 (SSA5/5k86)

### K6 系列（1997–2001年）
- AMD K6 (NX686/Little Foot)（1997年）
- AMD K6-2 (Chompers/CXT)
  - AMD K6-2-P (Mobile K6-2)
- AMD K6-III (Sharptooth)
  - AMD K6-III-P
- AMD K6-2+
- AMD K6-III+

### K7 系列（1999–2005年）
- Athlon（Slot A） (Argon, Pluto/Orion, Thunderbird)（1999年）
- Athlon（Socket A） (Thunderbird)（2000年）
- Duron (Spitfire,Morgan, Applebred)（2000年）
- Athlon MP (Palomino, Thoroughbred, Barton, Thorton)（2001年）
- Athlon 4 (Corvette/Mobile Palomino)（2001年）
- Athlon XP（Palomino, Thoroughbred (A/B), Barton, Thorton）（2001年）
- Mobile Athlon XP (Mobile Palomino)（2002年）
- Mobile Duron (Camaro/Mobile Morgan)（2002年）
- Sempron (Thoroughbred B, Barton, Thorton)（2004年）
- Mobile Sempron

## AMD64架構

### K8 系列（2003年–）
成員：Opteron、Athlon 64、Sempron、Turion 64、Athlon 64 X2、Turion 64 X2、Athlon X2
- Opteron (SledgeHammer)（2003年）
- Athlon 64 FX (SledgeHammer)（2003年）
- Athlon 64 (ClawHammer/Newcastle)（2003年）
- Mobile Athlon 64 (Newcastle)（2004年）
- Athlon XP-M (Dublin)（2004年）註：沒有AMD64
- Sempron (Paris)（2004年）註：沒有AMD64
- Athlon 64 (Winchester)（2004年）
- Turion 64 (Lancaster)（2005年）
- Athlon 64 FX (San Diego)（2005年前半年）
- Athlon 64 (San Diego/Venice)（2005年前半年）
- Sempron (Palermo)（2005年前半年）
- Athlon 64 X2 (Manchester)（2005年前半年）
- Athlon 64 X2 (Toledo)（2005年前半年）
- Athlon 64 FX (Toledo)（2005年後半年）
- Turion 64 X2 (Taylor)（2006年前半年）
- Athlon 64 X2 (Windsor)（2006年前半年）
- Athlon 64 FX (Windsor)（2006年前半年）
- Athlon 64 (Orleans)（2006年後半年）
- Sempron (Manila)（2006年前半年）
- Opteron (Santa Clara)
- Opteron (Santa Ana)
- Athlon 64 X2 (Brisbane)（2006年12月5日）
- Athlon 64 (Lima)（2007年2月20日）
- Athlon X2 (Brisbane)（2007年6月1日）
- Sempron (Sparta)（2007年8月20日）

### K10 系列（2007年–）
- Athlon 64 X2 (Rana)（Q2,2008）
- Athlon II X2 (Regor) (Jun, 2009)
- Athlon II X3 (Rana) (Apr, 2009)
- Athlon II X4 (Propus) (Apr, 2009)
- Phenom II X2 (Callisto) (Jun, 2009)
- Phenom II X3 (Heka) (Feb, 2009)
- Phenom II X4 (Deneb) (Jan, 2009)
- Phenom II X4 (Zosma) (Q3, 2010)
- Phenom II X6 (Thuban) (Apr, 2010)
- Opteron (Barcelona)（10,Sep,2007）
- Phenom X3 (Toliman)（Q1,2008）
- Phenom X4 (Agena)（Q4,2007）
- Phenom FX (Agena FX)（Q4,2008）
- Sempron (Spica)
- Opteron (Budapest)
- Opteron (Shanghai)
- Opteron (Cadiz)
- Opteron (Zamora)
- Opteron (Montreal)
- Phenom II
- Athlon II
- Turion II

另外為了填補高端與低端產品中間的位置，AMD推出Athlon 64 x2 5800+、Athlon 64 x2 5600+黑盒版和Athlon 64 x2 4600+和TDP 89W的Athlon 64 x2 6400+、6000+和5600+。另外K10 Phenom 核心的雙核處理器Althlon 6250和6050將在第二季末上市

### Fusion系列（2011年–）
Bobcat核心（低功耗平台）
- Ontario （Jan,2011）
- Zacate （Jan,2011）

第一代AMD APU於2011年6月推出，核心代號Llano，採用Socket FM1，包括A4、A6和A8，搭配晶片組為A55/A75。
第二代AMD APU於2012年6月推出，核心代號Trinity，採用Socket FM2，包括E1、E2、A4、A6、A8和A10，晶片組為A55/A75/A85X。
第三代AMD APU於2013年5月推出，核心代號Kabini，採用Socket AM1以及Socket FT3，前者包括Athlon和Sempron後者包括E1、E2、A4、A6，為Soc設計。
AMD APU於2013年6月推出第二代APU Refresh版，核心代號Richland，採用Socket FM2，包括E1、E2、A4、A6、A8和A10以及Ax PRO系列，晶片組為A55/A75/A85X。
第四代AMD APU於2014年1月推出，核心代號Kaveri，採用Socket FM2+，包括A6到A10(A4為Richland refresh而來)，晶片組為A58/A78/A88X。
第五代AMD APU於2014年5月推出，核心代號Beema，採用Socket FT3b，包括E1到A8，為Soc設計。
第六代AMD APU於2015年6月推出，核心代號Carrizo，採用Socket FP4，包括E1到A10、FX以及Ax PRO系列。
AMD APU於2015年6月推出第四代APU Refresh版，核心代號Godavari，採用Socket FM2+，包括A4到A10，晶片組為A58/A78/A88X。

### Bulldozer 系列（2011年–）
- Opteron（Interlagos, Bulldozer core）
- Opteron（Valencia, Bulldozer core）
- Opteron（Zurich, Bulldozer core）
- Zambezi (Bulldozer core) (launch Q4 2011)
- Vishera (Piledriver core) (launch Q4 2012)

### AMD Ryzen系列
- Ryzen 9 ( Matisse ) (Jun,2019)
- Ryzen 7 ( Summit Ridge ) (Feb,2017)
- Ryzen 5 ( Summit Ridge ) (Api,2017)
- Ryzen 3 ( Summit Ridge ) (Jul,2017)

### 微处理器详细列表
- AMD Athlon處理器列表
- AMD Athlon 64處理器列表
- AMD Athlon X2處理器列表
- AMD Athlon XP處理器列表
- AMD Duron處理器列表
- AMD Sempron處理器列表
- AMD Turion處理器列表
- AMD Opteron處理器列表
- AMD Phenom處理器列表
- AMD Fusion處理器列表
- AMD Ryzen处理器列表